# Jonchery-sur-Suippe
Jonchery-sur-Suippe is een gemeente in het Franse departement Marne (regio Grand Est) en telt 159 inwoners (1999). De plaats maakt deel uit van het arrondissement Châlons-en-Champagne.

## Geografie
De oppervlakte van Jonchery-sur-Suippe bedraagt 24,7 km², de bevolkingsdichtheid is 6,4 inwoners per km².
De onderstaande kaart toont de ligging van Jonchery-sur-Suippe met de belangrijkste infrastructuur en aangrenzende gemeenten.

## Demografie
Onderstaande figuur toont het verloop van het inwonertal (bron: INSEE-tellingen).

## Externe links

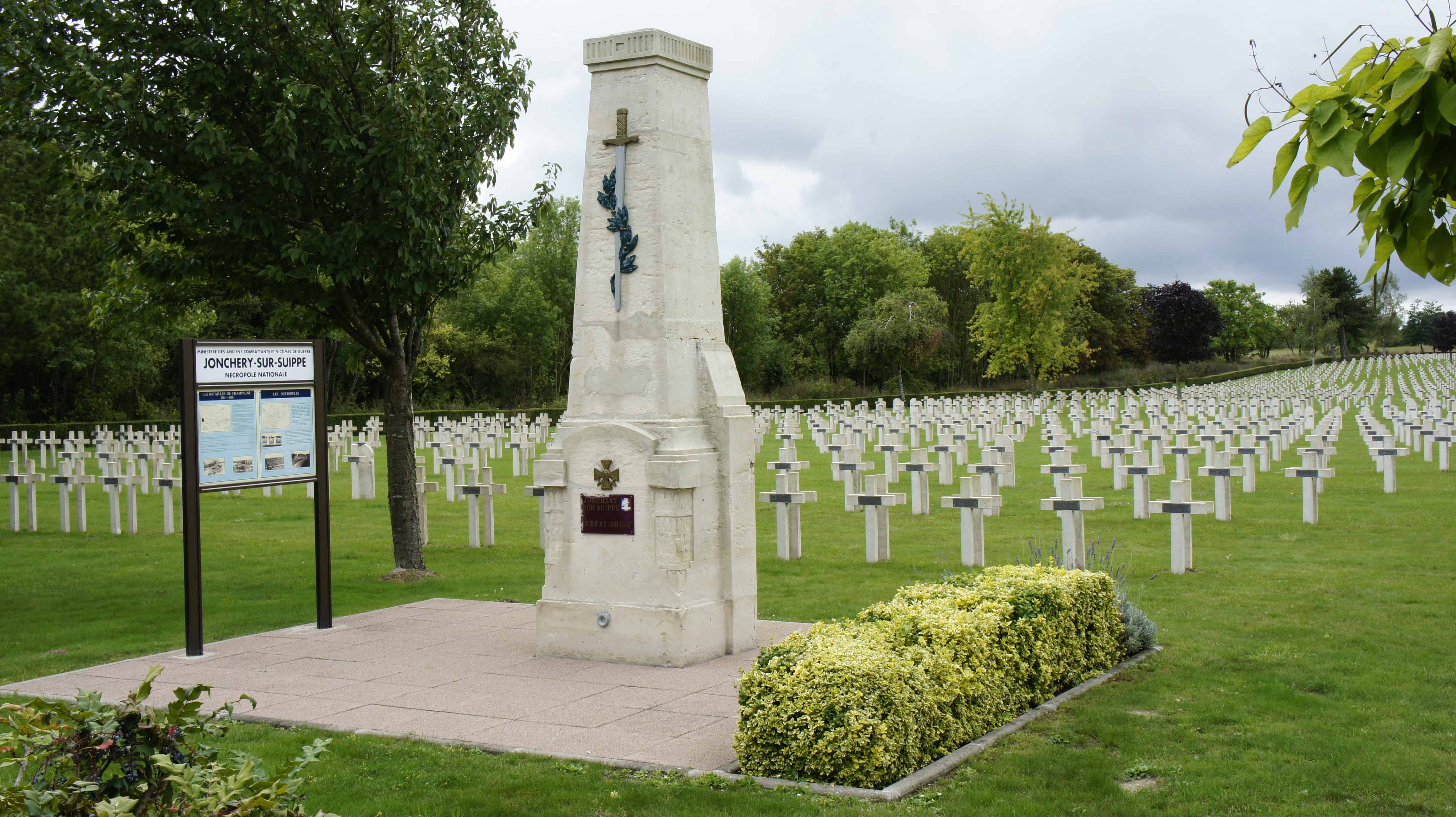
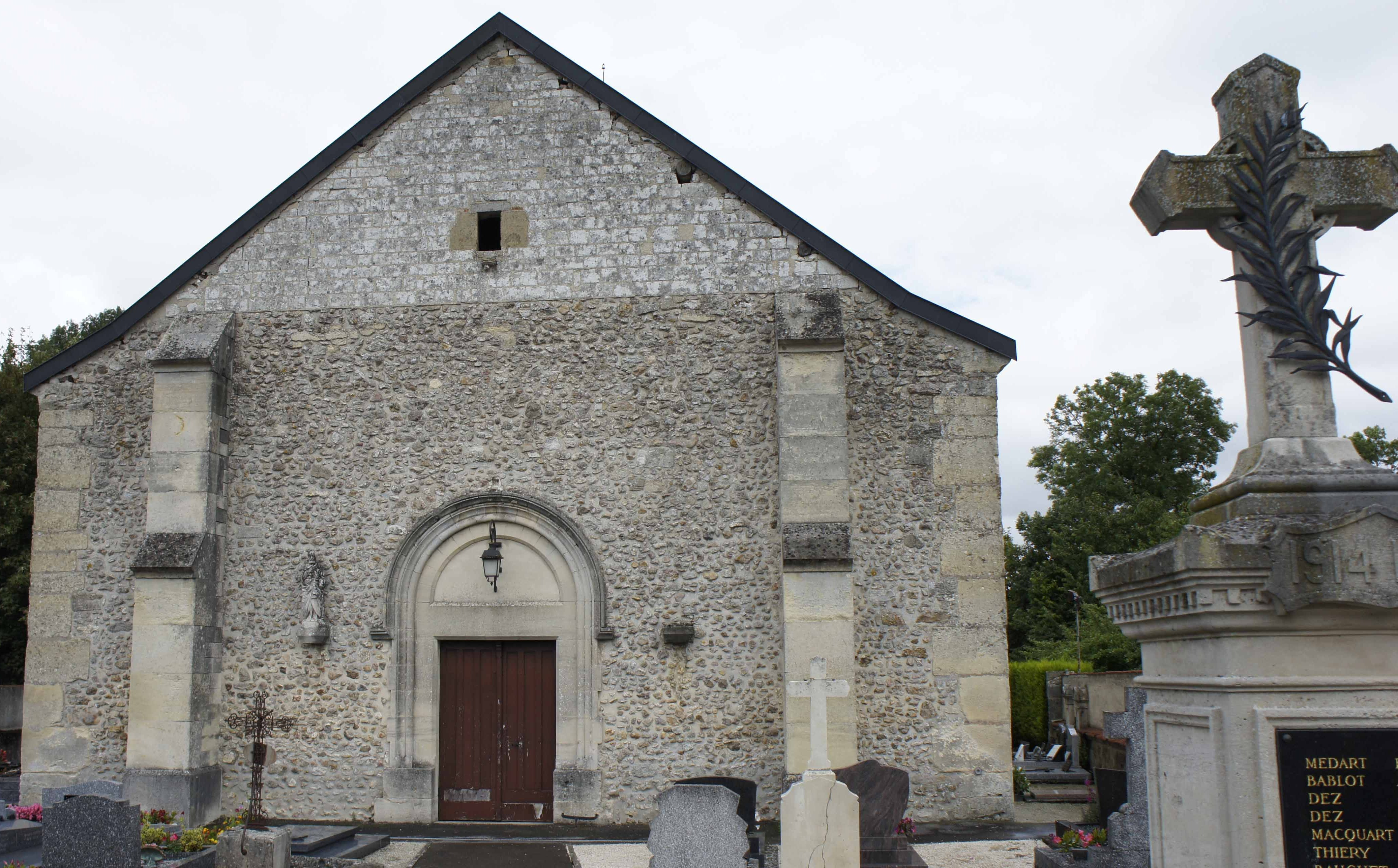
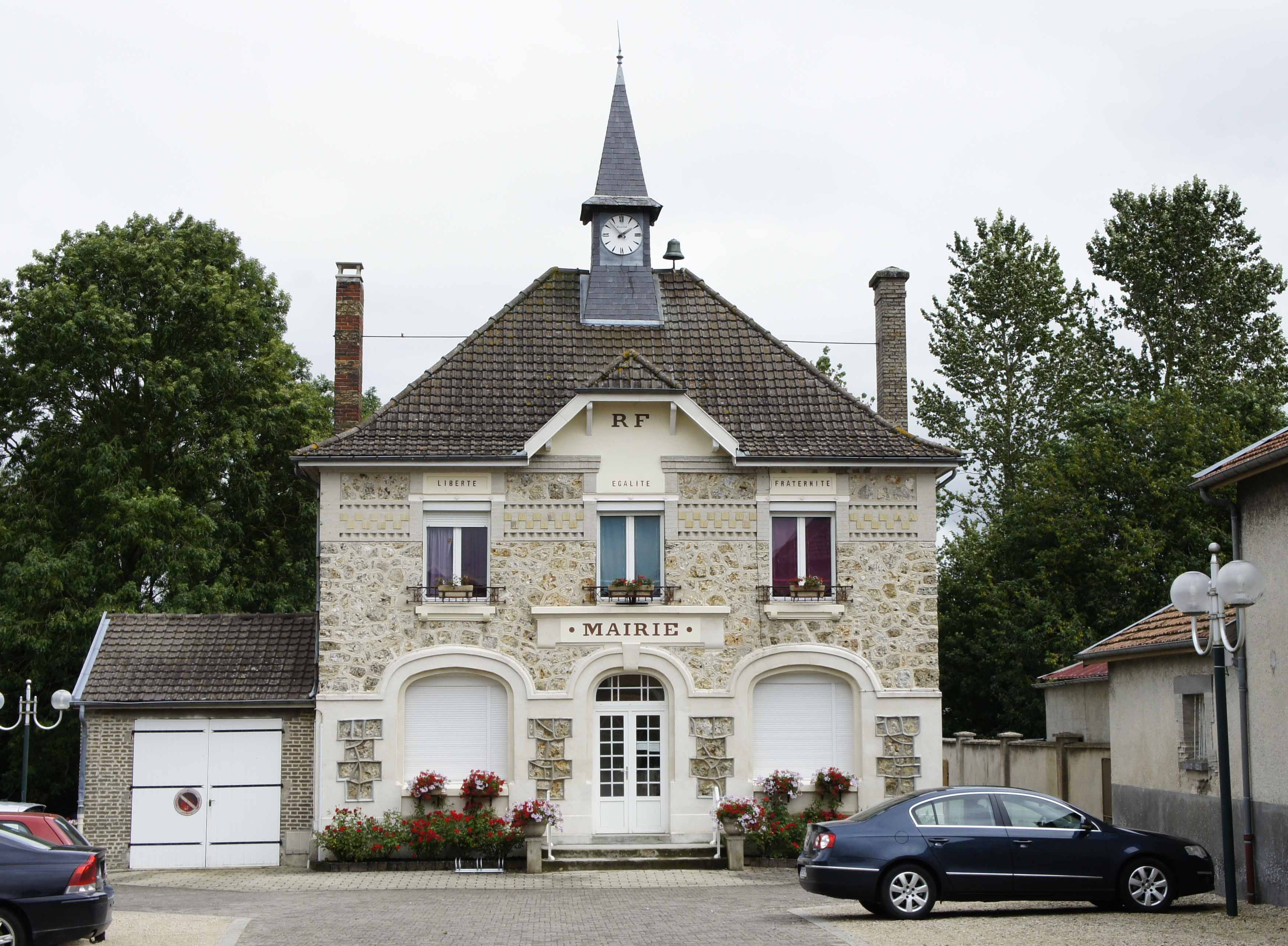